# المرير (سكاكا)
مركز المرير هو مركز إداري يتبع مدينة سكاكا في منطقة الجوف في المملكة العربية السعودية. وفقاً لإحصاء سنة 2010 فإن عدد سكان المركز ().

## المصدر
- دليل الخدمات: منطقة الجوف. مصلحة الاحصاءات العامة والمعلومات، المملكة العربية السعودية.